# 四联总处
四联总处，即“中央、中国、交通、中国农民四银行联合办事总处”，是1937年至1948年国民政府在金融领域规划、拟定政策方针、宏观调控的领导机关。

## 历史
1937年7月27日财政部授权中、中、交、农四行在上海合组联合贴放委员会，办理对同业的贴现和放款，各行均派2人为委员。1937年8月9日在上海正式成立中央银行、中国银行、交通银行、中国农民银行四行联合贴放委员会，制定《贴放委员会办理同业贴放办法》及办事细则， 由“四行”代表轮流担任主席。1937年8月26日，财政部又函令“四行”在汉口、广州、重庆等15个重要城市仿效上海组织形式建立当地的联合办事处和贴放委员会，不仅对银行、钱庄同业贴现和贷款，且扩大到对工商业的贷款。1937年11月18日上海租界成为沦陷区包围的“孤岛”后，四行联合贴放委员会不再对银行、钱庄直接贷款，而改由通过银行业联合准备委员会和钱庄业联合准备委员会进行必要的资金融通；并在汉口成立四行联合办事处总处。
- 秘书长徐柏园（交通银行天津分行经理）

1939年9月8日，国民政府公布国防最高委员会通过的财政部所拟的《巩固金融办法纲要》和《战时健全中央金融机构办法》，改组设立四行联合办事总处，作为“金融总枢机构”，财政部授权联合总处理事会主席在非常时期内对中央银行、中国银行、交通银行、中国农民银行四银行可为便利之措施，并代行其职权。国民政府并公布了理事会组成人员：
- 理事会
  - 主席总揽一切事务：蒋介石（中国农民银行理事长）
  - 常务理事襄助主席执行一切事务：孔祥熙（中央银行总裁）、宋子文（中国银行董事长）、钱永铭（交通银行董事长）
  - 理事：翁文灏、张嘉璈、徐堪、陈行、周佩箴、叶琢堂、贝祖诒
- 秘书长：徐堪（财政部政务次长兼）
- 副秘书长徐柏园
- 秘书处
  - 文书科
  - 统计科
  - 稽核科
- 战时金融委员会
  - 发行处
  - 贴放处
  - 汇兑处：设外汇组、特许进口组
  - 特种储蓄处
  - 收兑金银处
  - 农业金融处
- 战时经济委员会
  - 特种投资处
  - 物资处
  - 平市处
- 政策组
- 业务组
- 考核组
- 事务组

1939年10月5日四联总处召开第3次理事会议，在重庆正式成立中央银行、中国银行、交通银行、中国农民银行四银行联合办事总处，简称四联总处。并决定关于加速完成西南西北金融网。按照敷设全国金融网计划增设分处、支处共计123个，连同前已设立和筹建中者共有509个。使战前内地（指大后方西南、西北地区）缺乏金融机构的局面大为改观。
1942年9月，在严重通货膨胀、银钱业畸形发展背景下，重庆从战前的16家商业银行发展到1942年的62家，钱庄银号等其他金融机构增加了5倍，国防最高委员会第85次会议通过修正案，四行总处第二次改组。行政院长孔祥熙任副主席实际主持理事会工作。秘书长刘攻芸。原辖的战时金融委员会和战时经济委员会合并为战时金融经济委员会，下设储蓄、放款、农贷、汇兑和特种5个小组委员会。秘书处增设发行、储蓄、放款、农贷、汇兑5科。1943年9月添设会计处，下设统计科。1942年中央信托局、邮政储金汇业局也受该处监管。1943年设联合征信所。1945年7月25日宋子文接替孔祥熙任副主席。1945年11月顾翊群接任秘书长。
1945年12月1日，四联总处第三次改组。改组后的总处机构大为紧缩：原战时金融经济委员会改称金融经济委员会，原下设各小组委员会除保留“特种”、“放款”两小组委员会外，储蓄、农贷、土地金融、放款考核4小组委员会合并改组为普通业务小组委员会；秘书处原下设之发行、储蓄、农贷等7科合并改组为总务、业务两科；撤销会计处，会计处原下设之统计科改隶秘书处。改组后不久就迁往南京。1946年3月徐柏园接任秘书长。1947年3月俞鸿钧接任副主席。1947年5月12日张群接任副主席。不久，翁文灏接任副主席。
1948年春中央合作金库加入四联总处后，即按照中国农民银行成例，所有各项贷款经四联总处审核专案核定，可以随时得到办理转抵押的便利。
1948年11月在“应变”大局势下四行总处撤销。